# جان-لويس مانديل
جان-لويس مانديل (بالفرنسية: Jean-Louis Mandel)‏ هو عالم وراثة وبروفيسور فرنسي، ولد في 12 فبراير 1946 في ستراسبورغ في فرنسا.